# Pseudosittine à collier
Siptornis striaticollis
Genre
Espèce
Statut de conservation UICN

 LC  : Préoccupation mineure
La Pseudosittine à collier (Siptornis striaticollis) est une espèce de passereaux de la famille des Furnariidae. C'est la seule espèce du genre Siptornis.

## Répartition
Cet oiseau vit en Colombie, en Équateur et au Pérou.

## Habitat
Son habitat est les régions de forêts de montagnes humides tropicales ou subtropicales.

## Sous-espèces
D'après Alan P. Peterson, il existe deux sous-espèces :
- Siptornis striaticollis striaticollis ;
- Siptornis striaticollis nortoni.